# 이동호 (희극인)
이동호(1986년 2월 22일 ~ )는 대한민국의 희극인, 개그맨이다.

## 방송
- 웃찾사 (SBS)
  - <친쿵해>